# Румянцев, Александр Михайлович
Александр Михайлович Румянцев (28 июля (9 августа) 1906 год, д. Мотово, Костромская губерния, Российская империя — 14 сентября 1974 года, Москва, СССР) — советский военачальник, вице-адмирал (27.01.1951), кандидат военно-морских наук.

## Биография
Родился 9 августа 1906 года в деревне Мотово Костромской губернии, ныне в черте города Кострома, по не уточненным сведениям — потомок графа и генерал-фельдмаршала Русской армии П. Румянцева.
С октября 1927 года — курсант Военно-морского училища имени М. В. Фрунзе.
С февраля 1931 года, по окончании училища, вахтенный начальник, а с августа того же года — штурман эсминца «Незаможник» Морских сил Черного моря.
С мая 1932 года — командир тральщика № 7 Морских сил Дальнего Востока.
С июня 1932 года — помощник командира сторожевого корабля «Смерч» Амурской военной флотилии (АмВФ).
С октября 1932 года — помощник командира монитора «Вострецов» АмВФ.
С января 1934 года — помощник начальника, а с июня этого же года — и. о. начальника отдела боевой подготовки штаба АмВФ.
С апреля 1935 года — командир монитора «Вострецов» АмВФ.
С августа 1937 года — начальник штаба бригады мониторов АмВФ.
С августа 1938 года — командир дивизиона мониторов АмВФ.
С марта 1939 года — начальник штаба Краснознаменной Амурской флотилии, в этом же году стал членом ВКП(б).
С января 1940 года — слушатель Военно-морской академии им. К. Е. Ворошилова.

Начальник штаба эскадры Северного Флота, капитан 1-го ранга А. М. Румянцев. 1944 год.

С мая 1941 года — начальник Оперативного отдела штаба Северного флота (СФ), в этой должности начал свою боевую деятельность в Великой Отечественной войне.
С апреля 1944 года — заместитель начальника штаба СФ — начальник 1-го отдела.
С сентября 1944 года — начальник штаба эскадры СФ.
С апреля 1945 года — начальник Разведывательного Управления Главного Морского Штаба ВМФ СССР.
8 июля 1945 года присвоено воинское звание — контр-адмирал.
С марта 1946 года — заместитель начальника штаба начальник Оперативного отдела штаба Юго-Балтийского флота, 4-го ВМФ.
С апреля 1947 года — командующий эскадрой кораблей СФ.
С января 1949 года — слушатель военно-морского факультета Высшей военной академии им. К. Е. Ворошилова.
С февраля 1950 года — комендант Кронштадтской военно-морской базы.
27 января 1951 года присвоено воинское звание — вице-адмирал.
С апреля 1953 года — начальник УБП — заместитель начальника штаба по БП 4-го ВМФ.
С сентября 1954 года — в распоряжении начальника Высшей военно-морской академии им. К. Е. Ворошилова.
С декабря 1954 года — старший преподаватель кафедры оперативного искусства; с апреля 1957 года старший преподаватель стратегии и оперативного искусства военно-морского факультета Военной академии ГШ ВС.
С июля 1964 года в запасе. Проживал в Москве.
Умер 14 сентября 1974 года в Москве.

## Награды
- орден Ленина (1953)
- два ордена Красного Знамени (22.02.1943, 1947)
- орден Нахимова I степени (28.06.1945)
- орден Ушакова II степени (04.11.1944)
- орден Суворова III степени (20.02.1944)
- орден Красной звезды (03.11.1944)
- медали в том числе:
  - «За оборону Советского Заполярья» (1945)
  - «За Победу над Германией в Великой Отечественной войне 1941—1945 гг.» (1945)
  - «За победу над Японией» (1945)